# Alliance Air-vlucht 7412
De Alliance Air vlucht 7412 vertrok van Calcutta (Kolkata) om 06:51 op 17 juli 2000 voor een vlucht naar Delhi, met tussenstops in Patna en Lucknow. De bemanning had het sein gekregen om te landen op de landingsbaan 25 op het Lok Nayak Jayakash Luchthaven in Patna. Voor ze toestemming kregen om te landen moesten de piloten het vliegtuig eerst 360 graden draaien, om op de hoogte die ze hadden goed te kunnen landen. De bemanning zetten een draai naar links in nadat zij toestemming hadden. Tijdens deze draai naar links blokkeerde het systeem van het vliegtuig.
Hierdoor verpletterde het vliegtuig een paar woningen van de overheid in de kolonie van de overheid die achter de meisjesschool Gardani Bagh in Anishabad lag; 2 kilometer ten zuidwesten van de luchthaven van Patna. Het vliegtuig, een Boeing 737-200, brak in vier stukken.